# Познанський повіт
Познанський повіт (пол. powiat poznański) — один з 31 земських повітів Великопольського воєводства Польщі.
Утворений 1 січня 1999 року в результаті адміністративної реформи.

## Загальні дані

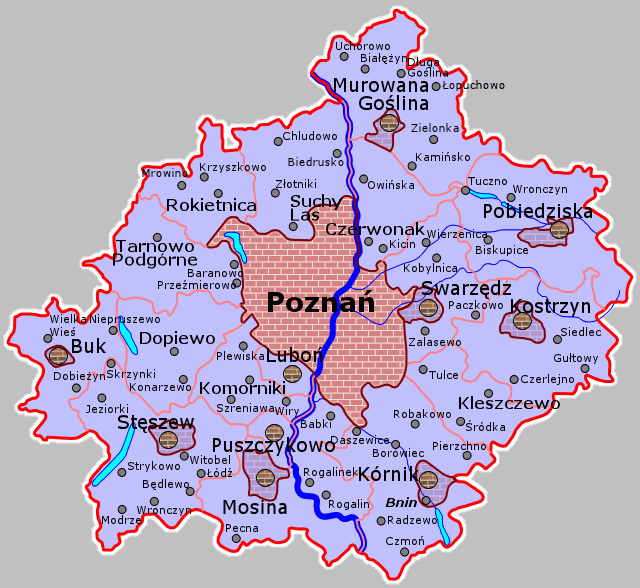
Мапа Познанського повіту

Повіт знаходиться у центральній частині воєводства.
Адміністративний центр — місто Познань (місто не входить до складу повіту).
Станом на 1.01.2008 населення становить 303 595 осіб, площа 1899,95 км².

## Географія
Річки Самиця Керська.

## Демографія
Демографічні дані повіту станом на 30.06.2008:
|       | Всього  | Всього | Жінки   | Жінки | Чоловіки | Чоловіки |
| ----- | ------- | ------ | ------- | ----- | -------- | -------- |
|       | осіб    | %      | осіб    | %     | осіб     | %        |
| Повіт | 307 000 | 100    | 157 384 | 51,3  | 149 616  | 48,7     |
| Міста | 126 290 | 100    | 65 552  | 52,1  | 60 738   | 47,9     |
| Села  | 180 710 | 100    | 91 832  | 50,8  | 88 878   | 49,2     |